# Zračna luka Abadan
Zračna luka Abadan (IATA kod: ABD, ICAO kod: OIAA) smještena je 12 km od grada Abadana u jugozapadnom dijelu Irana odnosno pokrajini Huzestan. Nalazi se na nadmorskoj visini od 6 m. Zračna luka ima dvije asfaltirane uzletno-sletne staze dužine 3101 i 2265 m, a koristi se za tuzemne i inozemne letove. Zračni prijevoznici koji nude redovne letove u ovoj zračnoj luci uključuju Iran Air (iz/u: Isfahan, Teheran), Iran Air Tours (iz/u: Isfahan, Mašhad, Širaz, Teheran), Iran Aseman Airlines (iz/u: Dubai, Širaz) i Kish Air (iz/u: Teheran).

## Vanjske poveznice
- (engl.) [neaktivna poveznica]
- (engl.) DAFIF, Great Circle Mapper: ABD